# دهه ۲۰۰ (میلادی)
دهه ۲۰۰ (میلادی) دهه بیستم تقویم میلادی است.

## درگذشتگان
‎